# Kimi Ga Jo
Kimi Ga Jo (japonsko 君が代; slovensko Naj bo tvojih tisoč let veselega vladanja) je japonska državna himna.
Kimi Ga Jo je bila dolgo uporabljana kot japonska državna himna, vendar je himna uradno postala šele leta 1999 z Zakonom o državni himni in zastavi. Besedilo temelji na pesmi Waka iz obdobja Heian. Hajaši Hiromori je v obdobju Meidži pesem uglasbil.

## Besedilo
| Kimi ga jo wa Čijo ni Jačijo ni Sazare iši no Iwao to narite Koke no musu made | Naj se tvoja vladavina nadaljuje tisoče let, osem tisoč generacij, dokler prodniki ne zrastejo v balvane prekrite z mahom. | 君が代は 千代に 八千代に 細石の 巌となりて 苔の生すまで |